# Pseudocardiniidae
Pseudocardiniidae zijn een uitgestorven familie van tweekleppigen uit de orde Trigonioida.